# Campeonato Europeu de Esportes Aquáticos de 1947

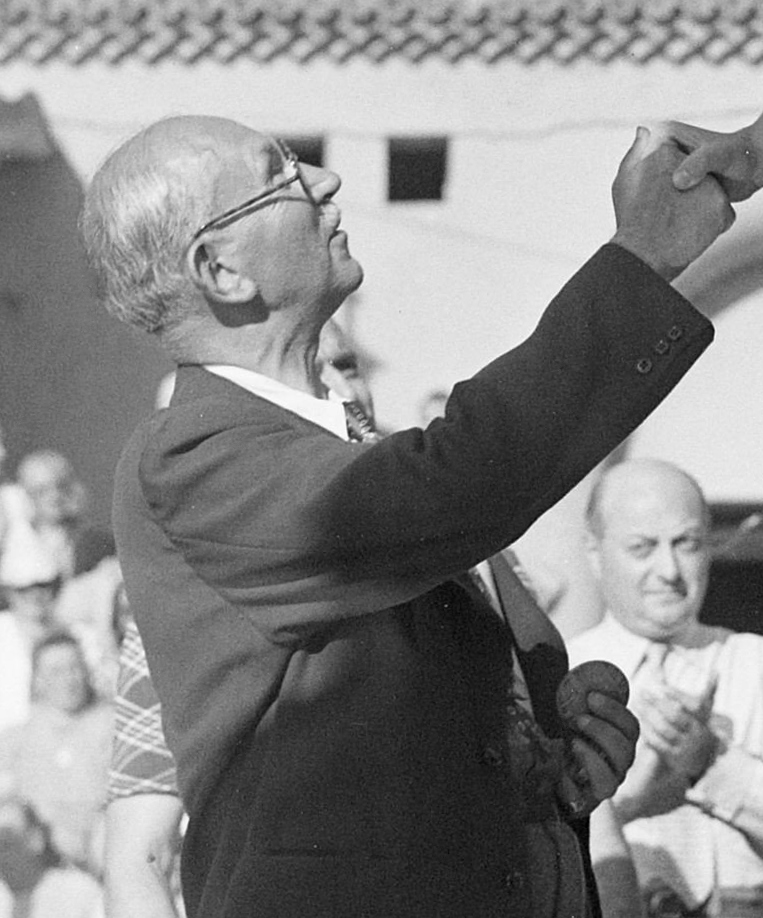
Campeonato Europeu de Natação em Mônaco: Atos Cerimoniais. O distinto Sr. Drigny estende seus sinceros cumprimentos à ilustre Nel van Vliet

O Campeonato Europeu de Esportes Aquáticos de 1947 foi a 6ª edição do evento organizado pela Liga Europeia de Natação (LEN). A competição foi realizada entre os dias 10 e 14 de agosto de 1947, em Monte Carlo em Mónaco. 

## Medalhistas

### Natação
Masculino
| Evento        | Ouro                                                                         | Ouro    | Prata                                                                      | Prata   | Bronze                                                              | Bronze  |
| 100 m Livre   | Alexandre Jany · França                                                      | 56.9    | Per-Olof Olsson · Suécia                                                   | 58.8    | Elemér Szathmáry · Hungria                                          | 59.6    |
| 400 m Livre   | Alexandre Jany · França                                                      | 4:35.2  | György Mitró · Hungria                                                     | 4:50.4  | Miloslav Bartušek · Tchecoslováquia                                 | 4:51.4  |
| 1500 m Livre  | György Mitró · Hungria                                                       | 19:28.0 | Ferenc Vörös · Hungria                                                     | 20:07.0 | Marijan Stipetic · Iugoslávia                                       | 20:08.5 |
| 100 m Costas  | Georges Vallerey · França                                                    | 1:07.6  | Gyula Valent · Hungria                                                     | 1:10.5  | Jirí Kovár · Tchecoslováquia                                        | 1:10.5  |
| 200 m Peito   | Roy Romain · Reino Unido                                                     | 2:40.1  | Anton Cerer · Iugoslávia                                                   | 2:41.6  | Sándor Németh · Hungria                                             | 2:46.2  |
| 4x200 m Livre | Suécia · Per-Olof Olsson · Martin Lundén · Per-Olof Östrand · Olle Johansson | 9:00.5  | França · Alexandre Jany · Charles Babey · Georges Vallerey · Jean Vallerey | 9:00.7  | Hungria · Imre Nyéki · Géza Kadas · György Mitro · Elemer Szathmary | 9:01.0  |

Feminino
| Evento        | Ouro                                                                        | Ouro   | Prata | Prata  | Bronze                                                                             | Bronze |
| 100 m Livre   | Fritzie Nathansen · Dinamarca                                               | 1:07.8 | Hannie Termeulen · Países Baixos                                                                             | 1:08.1 | Greta Andersen · Dinamarca                                                         | 1:08.3 |
| 400 m Livre   | Karen Margrete Harup · Dinamarca                                            | 5:18.2 | Catherine Gibson · Reino Unido                                                                               | 5:19.8 | Fernande Caroen · Bélgica                                                          | 5:20.9 |
| 100 m Costas  | Karen Margrete Harup · Dinamarca                                            | 1:15.9 | Catherine Gibson · Reino Unido                                                                               | 1:16.5 | Iet van Feggelen · Países Baixos                                                   | 1:18.0 |
| 200 m Peito   | Nel van Vliet · Países Baixos                                               | 2:56.6 | Éva Székely · Hungria                                                                                        | 2:57.9 | Jannie de Groot · Países Baixos                                                    | 3:00.5 |
| 4x100 m Livre | Dinamarca · Elvi Svendsen · Karen Harup · Greta Andersen · Fritze Nathansen | 4:32.3 | Países Baixos · Margot Marsman · Irma Heijting-Schuhmacher · Marie-Louise Linssen-Vaessen · Hannie Termeulen | 4:36.0 | Reino Unido · Catherine Gibson · Lilian Preece · Nancy Riach · Margaret Wellington | 4:37.1 |

### Saltos Ornamentais
Masculino
| Evento          | Ouro                            | Ouro   | Prata                      | Prata  | Bronze                       | Bronze |
| Trampolim 3 m   | Roger Heinkele · França         | 126.71 | Svante Johansson · Suécia  | 118.88 | László Hidvégi · Hungria     | 114.50 |
| Plataforma 10 m | Thomas Christiansen · Dinamarca | 105.55 | Lennart Brunnhage · Suécia | 98.85  | Louis Marchant · Reino Unido | 95.32  |

Feminino
| Evento          | Ouro                       | Ouro   | Prata                     | Prata | Bronze                          | Bronze |
| Trampolim 3 m   | Madeleine Moreau · França  | 100.43 | Alma Staudinger · Áustria | 90.67 | Jeannette Aubert-Pinel · França | 86.78  |
| Plataforma 10 m | Nicole Pellissard · França | 60.03  | Eileen Szagot · Hungria   | 59.86 | Alma Staudinger · Áustria       | 58.02  |

### Polo Aquático
| Evento    | Ouro   | Prata  | Bronze  |
| Masculino | Itália | Suécia | Bélgica |

## Quadro de medalhas
| Ordem | País            | Medalha de ouro | Medalha de prata | Medalha de bronze | Total |
| ----- | --------------- | --------------- | ---------------- | ----------------- | ----- |
| 1     | França          | 6               | 1                | 1                 | 8     |
| 2     | Dinamarca       | 5               | 0                | 1                 | 6     |
| 3     | Hungria         | 1               | 5                | 4                 | 10    |
| 4     | Suécia          | 1               | 4                | 0                 | 5     |
| 5     | Reino Unido     | 1               | 2                | 2                 | 5     |
| 6     | Países Baixos   | 1               | 2                | 2                 | 5     |
| 7     | Itália          | 1               | 0                | 0                 | 1     |
| 8     | Áustria         | 0               | 1                | 1                 | 2     |
| 8     | Iugoslávia      | 0               | 1                | 1                 | 2     |
| 10    | Tchecoslováquia | 0               | 0                | 2                 | 2     |
| 10    | Bélgica         | 0               | 0                | 2                 | 2     |
| Total | Total           | 16              | 16               | 16                | 48    |